# Academica
Gli Academica sono un'opera filosofica scritta da Marco Tullio Cicerone nel 45 a.C. in forma di dialogo platonico.
La prima stesura dell'opera si intitolava Academica priora ed era composta di due libri, ovvero dialoghi, i cui protagonisti interlocutori di Cicerone erano rispettivamente Catulo e Lucullo. Di questa redazione è sopravvissuto solo il secondo libro.
Pochi mesi dopo la pubblicazione degli Academica priora, Cicerone iniziò a scriverne una seconda versione intitolata Academica posteriora, strutturata in quattro libri con Varrone e Attico come interlocutori di Cicerone. Di questa redazione è sopravvissuto solo il primo libro.

## Contenuto
Negli Academica priora Cicerone espone a Catulo e a Lucullo le teorie riguardo al problema gnoseologico trattato nei secoli passati già degli stoici. I primi filosofi, di cui sappia Cicerone, ad aver parlato di "rappresentazione catalettica" della Verità e di "impressione sensibile" furono gli accademici Filone di Larissa ed Antioco di Ascalona, entrambi maestri di Cicerone. Il primo dei due considerava la Verità come qualcosa di percettibile e sensibile all'uomo il quale, esaminandola e ricevendola nella mente, non poteva formularne una conclusione soddisfacente. Infatti ciò appare impossibile in quanto l'essere percettibile appare diverso da percepire e da assaporare a qualsiasi uomo; tuttavia questi si può avvicinare alla Verità confutando ed esaminando la materia solida e più semplice da studiare, arrivando ad una possibile e certa ipotesi. Il secondo maestro Antioco si distacca dalle teorie di Filone in quanto egli ritiene che la Verità e il Giusto si possano riconoscere mediante l'uso esatta della virtù umana. Infatti quest'ultimo aveva creato una forte rottura con lo scetticismo per avvicinarsi di più alla filosofia peripatetica. Lo scetticismo appunto si era sviluppato dopo l'Accademia platonica ed era un pensiero che riguardava appunto la ricerca continua della Verità, basandosi sul principio che nulla poteva essere vero se non fosse stato prima esaminato e confutato a fondo.
Nella parte dell'Academica posteriora Cicerone intendeva tracciare un passaggio in cui spiccava il superamento del pensiero scetticista per passare alla teoria del "probabilismo", molto vicina alle sue ricerche. Infatti secondo Cicerone non esisteva una Verità assoluta e tantomeno se questa esistesse non avrebbe potuto mai essere scoperta dall'uomo. Mediante questa nuova filosofia, studiata anche da Carneade, Cicerone arriva a concludere che una cosa apparentemente strana e poco comprensibile può essere scoperta grazie ad un processo costituito da vari ragionamenti e formulazioni di tesi che dovrebbero dimostrarne l'autenticità.

## Scetticismo nella Nuova Accademia

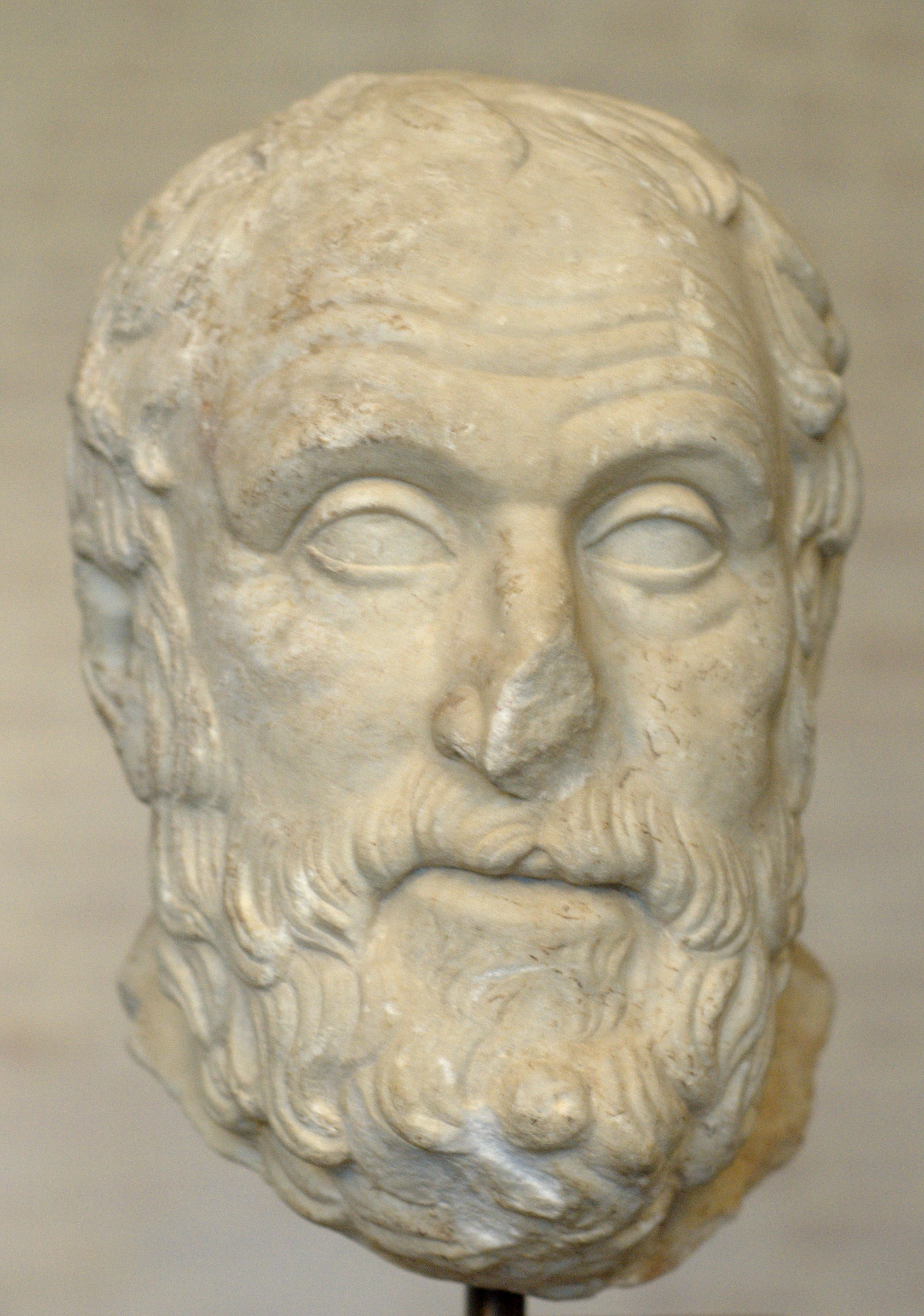
Testa di Carneade conservata ad Atene

In questo secondo periodo lo scetticismo si estremizza: non si fa sostenitore di alcun principio di conoscenza o verità e rivolge tutto il suo impegno a combattere il dogmatismo in specie quello sostenuto dagli stoici.
L'unico atteggiamento del saggio deve essere quello della epoché, della sospensione del giudizio ossia dell'astensione da un determinato giudizio o valutazione, qualora non risultino disponibili sufficienti elementi per formulare il giudizio stesso, sino a giungere al radicale rifiuto della catalessi cioè dell'assenso a qualsiasi pronuncia della ragione sulla realtà.
Da questa massimizzazione del dubbio non poteva però sfuggire lo stesso scetticismo: anche ciò che sostiene lo scettico ricade sotto il dubbio radicale, come facevano notare Arcesilao  e Carneade  i quali affermavano che alla fine non potevano avere nessun principio di certezza i principi da essi stessi  assunti come guide dell'azione pratica della "ragionevolezza", secondo Arcesilao, e del "persuasivo", secondo Carneade.
È quindi vero che questi criteri dell'azione pratica non hanno nessun valore di certezza dogmatica e non sono in grado di farci conseguire la felicità, ma facilitano il nostro agire indicandoci ciò che è opportuno e utile fare così come risulta dalla constatazione di un gran numero di casi nei quali quei criteri sono stati efficaci. Quindi non ciò che è vero dirigerà le nostre azioni ma semplicemente ciò che è probabile.

## Probabilismo gnoseologico
La più antica forma concettuale di probabilismo gnoseologico è quella presente nello scetticismo della Nuova Accademia e specialmente in Carneade.
La dottrina probabilistica di Carneade poggia su tre assunti:
1. rispetto all'oggetto la rappresentazione mentale "è" vera o falsa, rispetto al soggetto conoscente essa "appare" vera o falsa.
2. Il numero e la complessità delle connessioni di una rappresentazione costituiscono il criterio di misura della sua attendibilità in quanto "persuasiva e non-contraddittoria".
3. Si ha rafforzamento della "persuasività - noncontraddittoria" allorché il risultato cognitivo è stato ottenuto in modo analitico-metodico, ovvero attraverso un metodo di indagine corretto e razionale.

In termini diacronici di raggiungimento della "probabilità" cognitiva, Carneade ritiene che quando si deve decidere in tempi brevi ci si può accontentare di una probabilità di tipo 1), ma che se si dispone di tempo si deve cercare di realizzare al meglio un'indagine del tipo 3). Il vertice della certezza probabilistica secondo Carneade si estrinseca perciò in un'analisi che raggiunge tre risultati principali: 1) essere persuasiva; 2) non venire contraddetta da altri; 3) essere "esauriente" rispetto ad ogni possibile ulteriore analisi.